# Jordi Martí Deulofeu
Jordi Martí Deulofeu, né le 22 juin 1977, est un homme politique espagnol membre de la Gauche républicaine de Catalogne (ERC).

## Biographie

### Vie privée
Il est célibataire.

### Activités politiques
Il est maire de Sant Pere Pescador de 2007 à 2015.
Le 20 décembre 2015, il est élu sénateur pour Gérone au Sénat et réélu en 2016.